# Ants Antson
Ants Antson (n. 11 noiembrie 1938, Tallinn, Estonia – d. 31 octombrie 2015, Tallinn, Estonia) a fost un patinator de viteză ce a reprezentat Uniunea Republicilor Sovietice Socialiste, medaliat olimpic. A participat la două ediții ale Jocurilor Olimpice (1964, 1968) în care a câștigat o medalie de aur.